# Iriome González González
Iriome González González (nascut el 22 de juny de 1987 a Icod de los Vinos, Illes Canàries), és un futbolista canari que juga actualment com a migcampista al CD Lugo.

## Trajectòria
Centrecampista format a les divisions inferiors del CD Tenerife, on va despuntar com a jove promesa del futbol espanyol. Va arribar a jugar al primer equip a la Segona Divisió.
L'estiu del 2009 va ser cedit per un any a la SD Huesca, per gaudir de més minuts.
El 2011, amb vint-i-quatre anys, deixà el conjunt canari per fitxar pel Vila-real B, aleshores a la segona divisió.